# 10e étape du Tour d'Espagne 2013
La 10e étape du Tour d'Espagne 2013 s'est déroulée le lundi 2 septembre 2013, entre Torredelcampo et Güéjar-Sierra sur une distance de 186,8 km.

## Résultats

### Classement de l'étape
| Classement de la 10e étape | Classement de la 10e étape | Classement de la 10e étape | Classement de la 10e étape | Classement de la 10e étape |
|                            | Coureur                    | Pays                       | Équipe                     | Temps                      |
| -------------------------- | -------------------------- | -------------------------- | -------------------------- | -------------------------- |
| 1er                        | Christopher Horner         | États-Unis                 | RadioShack-Leopard         | en 4 h 30 min 22 s         |
| 2e                         | Vincenzo Nibali            | Italie                     | Astana                     | + 48 s                     |
| 3e                         | Alejandro Valverde         | Espagne                    | Movistar                   | + 1 min 2 s                |
| 4e                         | Ivan Basso                 | Italie                     | Cannondale                 | + 1 min 2 s                |
| 5e                         | Joaquim Rodríguez          | Espagne                    | Katusha                    | + 1 min 2 s                |
| 6e                         | Thibaut Pinot              | France                     | FDJ.fr                     | + 1 min 2 s                |
| 7e                         | Nicolas Roche              | Irlande                    | Saxo-Tinkoff               | + 1 min 10 s               |
| 8e                         | Igor Antón                 | Espagne                    | Euskaltel Euskadi          | + 1 min 25 s               |
| 9e                         | Domenico Pozzovivo         | Italie                     | AG2R La Mondiale           | + 1 min 25 s               |
| 10e                        | Rafał Majka                | Pologne                    | Saxo-Tinkoff               | + 1 min 52 s               |
| modifier                   |                            |                            |                            |                            |

### Points attribués
| Sprint intermédiaire de Grenade (km 141,4) | Sprint intermédiaire de Grenade (km 141,4) | Sprint intermédiaire de Grenade (km 141,4) | Sprint intermédiaire de Grenade (km 141,4) | Sprint intermédiaire de Grenade (km 141,4) |
| ------------------------------------------ | ------------------------------------------ | ------------------------------------------ | ------------------------------------------ | ------------------------------------------ |
|                                            | Coureur                                    | Pays                                       | Équipe                                     | Point(s)                                   |
| 1er                                        | Juan Antonio Flecha                        | Espagne                                    | Vacansoleil-DCM                            | 4                                          |
| 2e                                         | Stef Clement                               | Pays-Bas                                   | Belkin                                     | 2                                          |
| 3e                                         | Diego Ulissi                               | Italie                                     | Lampre-Merida                              | 1                                          |
| modifier                                   |                                            |                                            |                                            |                                            |

| Sprint intermédiaire de GR 3202 (km 148) | Sprint intermédiaire de GR 3202 (km 148) | Sprint intermédiaire de GR 3202 (km 148) | Sprint intermédiaire de GR 3202 (km 148) | Sprint intermédiaire de GR 3202 (km 148) |
| ---------------------------------------- | ---------------------------------------- | ---------------------------------------- | ---------------------------------------- | ---------------------------------------- |
|                                          | Coureur                                  | Pays                                     | Équipe                                   | Point(s)                                 |
| 1er                                      | Tomasz Marczyński                        | Pologne                                  | Vacansoleil-DCM                          | 4                                        |
| 2e                                       | Juan José Oroz                           | Espagne                                  | Euskaltel Euskadi                        | 2                                        |
| 3e                                       | Maciej Paterski                          | Pologne                                  | Cannondale                               | 1                                        |
| modifier                                 |                                          |                                          |                                          |                                          |

| \| Classement de l'étape \| Classement de l'étape \| Classement de l'étape \| Classement de l'étape \| Classement de l'étape \| \| --------------------- \| --------------------- \| --------------------- \| --------------------- \| --------------------- \| \| \| Coureur \| Pays \| Équipe \| Point(s) \| \| 1er \| Christopher Horner \| États-Unis \| RadioShack-Leopard \| 25 \| \| 2e \| Vincenzo Nibali \| Italie \| Astana \| 20 \| \| 3e \| Alejandro Valverde \| Espagne \| Movistar \| 16 \| \| 4e \| Ivan Basso \| Italie \| Cannondale \| 14 \| \| 5e \| Joaquim Rodríguez \| Espagne \| Katusha \| 12 \| \| 6e \| Thibaut Pinot \| France \| FDJ.fr \| 10 \| \| 7e \| Nicolas Roche \| Irlande \| Saxo-Tinkoff \| 9 \| \| 8e \| Igor Antón \| Espagne \| Euskaltel Euskadi \| 8 \| \| 9e \| Domenico Pozzovivo \| Italie \| AG2R La Mondiale \| 7 \| \| 10e \| Rafał Majka \| Pologne \| Saxo-Tinkoff \| 6 \| \| 11e \| Mikel Nieve \| Espagne \| Euskaltel Euskadi \| 5 \| \| 12e \| Daniel Moreno \| Espagne \| Katusha \| 4 \| \| 13e \| Samuel Sánchez \| Espagne \| Euskaltel Euskadi \| 3 \| \| 14e \| Eros Capecchi \| Italie \| Movistar \| 2 \| \| modifier \| \| \| \| \| |                    |            |                    |          |
| Classement de l'étape |                    |            |                    |          |
| | Coureur            | Pays       | Équipe             | Point(s) |
| 1er | Christopher Horner | États-Unis | RadioShack-Leopard | 25       |
| 2e | Vincenzo Nibali    | Italie     | Astana             | 20       |
| 3e | Alejandro Valverde | Espagne    | Movistar           | 16       |
| 4e | Ivan Basso         | Italie     | Cannondale         | 14       |
| 5e | Joaquim Rodríguez  | Espagne    | Katusha            | 12       |
| 6e | Thibaut Pinot      | France     | FDJ.fr             | 10       |
| 7e | Nicolas Roche      | Irlande    | Saxo-Tinkoff       | 9        |
| 8e | Igor Antón         | Espagne    | Euskaltel Euskadi  | 8        |
| 9e | Domenico Pozzovivo | Italie     | AG2R La Mondiale   | 7        |
| 10e | Rafał Majka        | Pologne    | Saxo-Tinkoff       | 6        |
| 11e | Mikel Nieve        | Espagne    | Euskaltel Euskadi  | 5        |
| 12e | Daniel Moreno      | Espagne    | Katusha            | 4        |
| 13e | Samuel Sánchez     | Espagne    | Euskaltel Euskadi  | 3        |
| 14e | Eros Capecchi      | Italie     | Movistar           | 2        |
| modifier |                    |            |                    |          |

### Cols et côtes
| Alto de Monachil (km 159) 1re catégorie | Alto de Monachil (km 159) 1re catégorie | Alto de Monachil (km 159) 1re catégorie | Alto de Monachil (km 159) 1re catégorie | Alto de Monachil (km 159) 1re catégorie |
| --------------------------------------- | --------------------------------------- | --------------------------------------- | --------------------------------------- | --------------------------------------- |
|                                         | Coureur                                 | Pays                                    | Équipe                                  | Point(s)                                |
| 1er                                     | Diego Ulissi                            | Italie                                  | Lampre-Merida                           | 10                                      |
| 2e                                      | Tomasz Marczyński                       | Pologne                                 | Vacansoleil-DCM                         | 6                                       |
| 3e                                      | Georg Preidler                          | Autriche                                | Argos-Shimano                           | 4                                       |
| 4e                                      | Juan Antonio Flecha                     | Espagne                                 | Movistar                                | 2                                       |
| 5e                                      | Juan José Oroz                          | Espagne                                 | Euskaltel Euskadi                       | 1                                       |
| modifier                                |                                         |                                         |                                         |                                         |

| Alto de Hazallanas (km 168) Hors catégorie | Alto de Hazallanas (km 168) Hors catégorie | Alto de Hazallanas (km 168) Hors catégorie | Alto de Hazallanas (km 168) Hors catégorie | Alto de Hazallanas (km 168) Hors catégorie |
| ------------------------------------------ | ------------------------------------------ | ------------------------------------------ | ------------------------------------------ | ------------------------------------------ |
|                                            | Coureur                                    | Pays                                       | Équipe                                     | Point(s)                                   |
| 1er                                        | Christopher Horner                         | États-Unis                                 | RadioShack-Leopard                         | 15                                         |
| 2e                                         | Vincenzo Nibali                            | Italie                                     | Astana                                     | 10                                         |
| 3e                                         | Alejandro Valverde                         | Espagne                                    | Movistar                                   | 6                                          |
| 4e                                         | Ivan Basso                                 | Italie                                     | Cannondale                                 | 4                                          |
| 5e                                         | Joaquim Rodríguez                          | Espagne                                    | Katusha                                    | 2                                          |
| 6e                                         | Thibaut Pinot                              | France                                     | FDJ.fr                                     | 1                                          |
| modifier                                   |                                            |                                            |                                            |                                            |

## Classements à l'issue de l'étape

### Classement général
| Classement général | Classement général | Classement général | Classement général | Classement général  |
|                    | Coureur            | Pays               | Équipe             | Temps               |
| ------------------ | ------------------ | ------------------ | ------------------ | ------------------- |
| 1er                | Christopher Horner | États-Unis         | RadioShack-Leopard | en 40 h 29 min 14 s |
| 2e                 | Vincenzo Nibali    | Italie             | Astana             | + 43 s              |
| 3e                 | Nicolas Roche      | Irlande            | Saxo-Tinkoff       | + 53 s              |
| 4e                 | Alejandro Valverde | Espagne            | Movistar           | + 1 min 2 s         |
| 5e                 | Joaquim Rodríguez  | Espagne            | Katusha            | + 1 min 40 s        |
| 6e                 | Daniel Moreno      | Espagne            | Katusha            | + 2 min 4 s         |
| 7e                 | Ivan Basso         | Italie             | Cannondale         | + 2 min 20 s        |
| 8e                 | Thibaut Pinot      | France             | FDJ.fr             | + 3 min 11 s        |
| 9e                 | Rafał Majka        | Pologne            | Saxo-Tinkoff       | + 3 min 16 s        |
| 10e                | Domenico Pozzovivo | Italie             | AG2R La Mondiale   | + 3 min 28 s        |
| modifier           |                    |                    |                    |                     |

### Classement par points
| Classement par points | Classement par points | Classement par points | Classement par points | Classement par points |
| --------------------- | --------------------- | --------------------- | --------------------- | --------------------- |
|                       | Coureur               | Pays                  | Équipe                | Point(s)              |
| 1er                   | Daniel Moreno         | Espagne               | Katusha               | 97 points             |
| 2e                    | Alejandro Valverde    | Espagne               | Movistar              | 81 pts                |
| 3e                    | Nicolas Roche         | Irlande               | Saxo-Tinkoff          | 77 pts                |
| modifier              |                       |                       |                       |                       |

### Classement du meilleur grimpeur
| Classement du meilleur grimpeur | Classement du meilleur grimpeur | Classement du meilleur grimpeur | Classement du meilleur grimpeur | Classement du meilleur grimpeur |
| ------------------------------- | ------------------------------- | ------------------------------- | ------------------------------- | ------------------------------- |
|                                 | Coureur                         | Pays                            | Équipe                          | Point(s)                        |
| 1er                             | Christopher Horner              | États-Unis                      | RadioShack-Leopard              | 18 points                       |
| 2e                              | Nicolas Roche                   | Irlande                         | Saxo-Tinkoff                    | 15 pts                          |
| 3e                              | Leopold König                   | Tchéquie                        | NetApp-Endura                   | 12 pts                          |
| modifier                        |                                 |                                 |                                 |                                 |

### Classement du combiné
| Classement du combiné | Classement du combiné | Classement du combiné | Classement du combiné | Classement du combiné |
| --------------------- | --------------------- | --------------------- | --------------------- | --------------------- |
|                       | Coureur               | Pays                  | Équipe                | Point(s)              |
| 1er                   | Christopher Horner    | États-Unis            | RadioShack-Leopard    | 7 points              |
| 2e                    | Nicolas Roche         | Irlande               | Saxo-Tinkoff          | 8 pts                 |
| 3e                    | Daniel Moreno         | Espagne               | Katusha               | 11 pts                |
| modifier              |                       |                       |                       |                       |

### Classement par équipes
| Classement par équipes | Classement par équipes | Classement par équipes | Classement par équipes |
|                        | Équipe                 | Pays                   | Temps                  |
| ---------------------- | ---------------------- | ---------------------- | ---------------------- |
| 1re                    | Saxo-Tinkoff           | Danemark               | en 120 h 38 min 19 s   |
| 2e                     | Movistar               | Espagne                | + 1 min 47 s           |
| 3e                     | Astana                 | Kazakhstan             | + 2 min 25 s           |
| modifier               |                        |                        |                        |

## Abandons
- Guillaume Boivin (Cannondale) : abandon[1]
- Bart De Clercq (Lotto-Belisol) : abandon[1]
- Thomas De Gendt (Vacansoleil-DCM) : exclu[2]
- Andrew Fenn (Omega Pharma-Quick Step) : exclu[2]
- Alberto Losada (Katusha) : abandon[1]
- Barry Markus (Vacansoleil-DCM) : abandon[1]